# Amunds
Amunds (också känd som Amund's Danseband) är ett dansband från Flå kommun i Hallingdal i Norge. Bandet består (2006) av:
- Amund Granli (f. 1951, från Flå) – akustisk gitarr, sång
- Arne Olav Mehlum (från Flå) – trummor
- Kjell Arne Dokken (från Bromma i Nes) – elgitarr
- Kolbjørn Skinnes (från Gulsvik i Flå) – basgitarr, sång
- Tor Dokken (från Nesbyen) – keyboard, sång